# Słopnicki Potok
Słopnicki Potok – potok, lewy dopływ Sowlinki.
Źródła potoku znajdują się na wysokości około 490 m w jarze osiedla Bace należącego do miejscowości Słopnice. Spływa początkowo w północno-wschodnim, a później wschodnim kierunku. Tylko górna część potoku znajduje się w obrębie Słopnic, większa część jego zlewni znajduje się w obrębie miejscowości Stara Wieś, w której uchodzi do Sowlinki na wysokości 418 m. Największym dopływem jest prawobrzeżny potok Smolnik.
W niektórych opracowaniach Słopnickim Potokiem nazywana jest Słopniczanka płynąca przez Słopnice. Jest to jednak niezgodne z urzędowym wykazem wód płynących w Polsce, w którym Słopniczanka i Słopnicki Potok to dwa różne cieki wodne.